# Grand Est
Grand Est (französisch [ɡʁɑ̃t‿ˈɛst], deutsch wörtlich übersetzt „Großer Osten“) ist eine französische Region, die am 1. Januar 2016 aus dem Gebiet der vorherigen Regionen Elsass (Alsace), Lothringen (Lorraine) und Champagne-Ardenne entstand. Als vorläufiger Name wurde zunächst Alsace-Champagne-Ardenne-Lorraine verwendet. Dieser wurde zum 1. Oktober 2016 vom Staatsrat (Conseil d’État) durch den aktuellen Namen ersetzt.
Grand Est ist mit 57.433 Quadratkilometern die viertgrößte Region (ohne Übersee-Regionen) und hat 5.555.778 Einwohner (Stand: 2022), womit sie die sechstgrößte Region nach der Einwohnerzahl ist. Verwaltungssitz und bevölkerungsreichste Stadt ist Straßburg. Die Region Grand Est unterteilt sich in die zehn Départements Ardennes (08), Aube (10), Bas-Rhin (67), Haute-Marne (52), Haut-Rhin (68), Marne (51), Meurthe-et-Moselle (54), Meuse (55), Moselle (57) und Vosges (88). Sie grenzt (im Uhrzeigersinn) an Belgien, Luxemburg, Deutschland, die Schweiz sowie die Regionen Bourgogne-Franche-Comté, Île-de-France und Hauts-de-France.
Besonders im Elsass kam es im Vorfeld zu Protesten gegen die Bildung dieser neuen Region. 2019 wurde beschlossen, dass die beiden Départements des Elsass Haut-Rhin (68) und Bas-Rhin (67) ab dem 1. Januar 2021 wieder als Europäische Gebietskörperschaft Elsass (Collectivité européenne d’Alsace) mit einem speziellen, in Frankreich einzigartigen Status zusammengefasst werden.

## Name
Der provisorische Name Alsace-Champagne-Ardenne-Lorraine bildete sich aus der alphabetischen Reihenfolge der fusionierten Regionen und wurde zum 1. Juli 2016 durch den endgültigen Namen abgelöst. In einer gemeinsamen Umfrage der Fernsehsender France 3 Champagne-Ardenne und France 3 Lorraine sprach sich eine Mehrheit für Grand Est als neuen Namen aus. Vom 14. März bis 1. April 2016 konnte in einer Online-Umfrage über einen neuen Namen abgestimmt werden. Zu den drei ursprünglichen Vorschlägen Rhin-Champagne, Acalie und Nouvelle-Austrasie wurde nachträglich noch Grand Est hinzugefügt. Am 4. April wurde bekannt, dass sich 75 Prozent der Abstimmenden für Grand Est (wörtlich „Großer Osten“) entschieden hätten.

## Städte

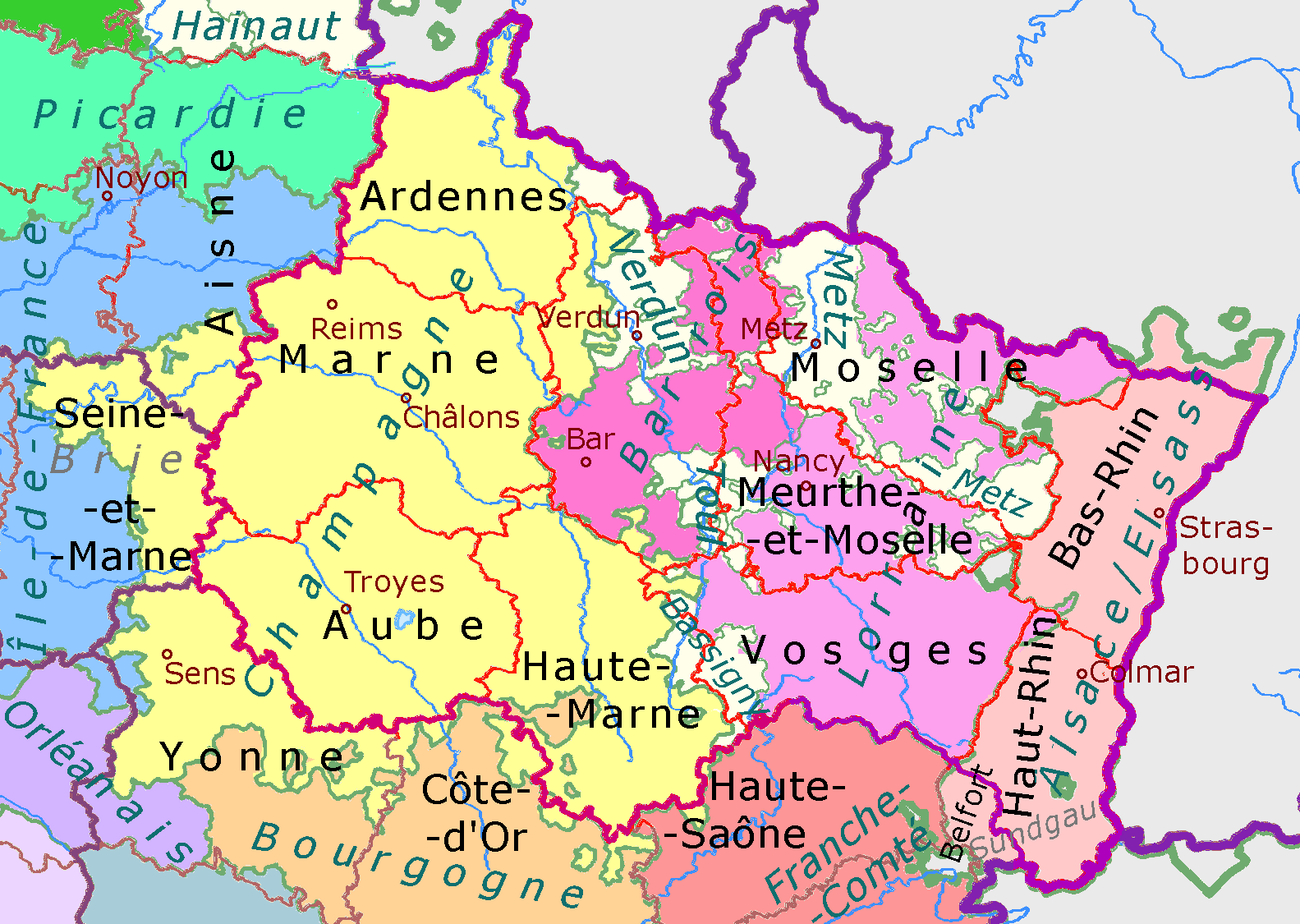
Die Region Grand Est und angrenzendes Gebiet vor dem Hintergrund der Provinzen des Ancien Régime

Logo der Region Grand Est

Die bevölkerungsreichsten Städte in der Region Grand Est sind:
| Stadt                    | Einwohner (Jahr) | Département        |
| ------------------------ | ---------------- | ------------------ |
| Straßburg (Strasbourg)   | 291.313 (2021)   | Bas-Rhin           |
| Reims                    | 178.478 (2022)   | Marne              |
| Metz                     | 121.695 (2022)   | Moselle            |
| Mülhausen (Mulhouse)     | 104.924 (2022)   | Haut-Rhin          |
| Nancy                    | 104.387 (2022)   | Meurthe-et-Moselle |
| Colmar                   | 67.360 (2022)    | Haut-Rhin          |
| Troyes                   | 62.443 (2022)    | Aube               |
| Charleville-Mézières     | 45.634 (2022)    | Ardennes           |
| Châlons-en-Champagne     | 43.218 (2022)    | Marne              |
| Diedenhofen (Thionville) | 42.778 (2022)    | Moselle            |
| Hagenau (Haguenau)       | 35.715 (2021)    | Bas-Rhin           |

## Politik

### Politische Gliederung
Die Region Grand Est untergliedert sich in zehn Départements:
| OZ  | = Ordnungszahl des Départements | Arr.  | = Anzahl der Arrondissements  | Gem. | = Anzahl der Gemeinden |
| W   | = Wappen des Départements       | Kant. | = Anzahl der Kantone          |      |                        |
| ISO | = ISO-3166-2-Code               | G.V.  | = Anzahl der Gemeindeverbände |      |                        |

| OZ     | W                                          | Département        | Präfektur            | ISO    | Arr. | G.V. | Kant. | Gem.  | Einwohner 1. Januar 2022 | Fläche (km²) | Dichte (Einw./km²) |
| ------ | ------------------------------------------ | ------------------ | -------------------- | ------ | ---- | ---- | ----- | ----- | ------------------------ | ------------ | ------------------ |
| 08     | Wappen des Départements Ardennes           | Ardennes           | Charleville-Mézières | FR-08  | 4    | 8    | 19    | 447   | 267.204                  | 5.229,41     | 51                 |
| 10     | Wappen des Départements Aube               | Aube               | Troyes               | FR-10  | 3    | 13   | 17    | 431   | 311.076                  | 6.004,16     | 52                 |
| 51     | Wappen des Départements Marne              | Marne              | Châlons-en-Champagne | FR-51  | 4    | 15   | 23    | 610   | 564.107                  | 8.169,05     | 69                 |
| 52     | Wappen des Départements Haute-Marne        | Haute-Marne        | Chaumont             | FR-52  | 3    | 9    | 17    | 426   | 169.865                  | 6.211,75     | 27                 |
| 54     | Wappen des Départements Meurthe-et-Moselle | Meurthe-et-Moselle | Nancy                | FR-54  | 4    | 20   | 23    | 591   | 732.898                  | 5.245,91     | 140                |
| 55     | Wappen des Départements Meuse              | Meuse              | Bar-le-Duc           | FR-55  | 3    | 16   | 17    | 499   | 180.745                  | 6.211,40     | 29                 |
| 57     | Wappen des Départements Moselle            | Moselle            | Metz                 | FR-57  | 5    | 23   | 27    | 725   | 1.050.721                | 6.216,31     | 169                |
| 67     | Wappen des Départements Bas-Rhin           | Bas-Rhin           | Straßburg            | FR-67  | 5    | 25   | 23    | 514   | 1.152.662                | 4.755,03     | 242                |
| 68     | Wappen des Départements Haut-Rhin          | Haut-Rhin          | Colmar               | FR-68  | 4    | 17   | 17    | 366   | 767.800                  | 3.525,17     | 218                |
| 88     | Wappen des Départements Vosges             | Vosges             | Épinal               | FR-88  | 3    | 13   | 17    | 506   | 358.700                  | 5.870,25     | 61                 |
| Gesamt | Gesamt                                     | Gesamt             | Gesamt               | Gesamt | 38   | 150  | 200   | 5.115 | 5.555.778                | 57.704,90    | 96                 |

|  |  |  |

### Regionalrat
Ergebnis der Wahl des Regionalrates vom 13. Dezember 2015:
- Liste Philippe Richert (Union de la Droite aus LR, UDI und MoDem): 48,40 % = 1.060.065 Stimmen, 104 Sitze
- Liste Florian Philippot (FN): 36,08 % = 790.179 Stimmen, 46 Sitze
- Liste Jean-Pierre Masseret (unabhängige linke Liste mit Mitgliedern der PS und PRG): 15,51 % = 339.757 Stimmen, 19 Sitze

### Behörden
Wenngleich Straßburg als Sitz der Regionalpräfektur und des Regionalrates die Rolle der Hauptstadt der Region einnimmt, werden einige Regionalbehörden in anderen Städten angesiedelt: Nancy ist Sitz der Gesundheitsbehörde (ARS, Agence régionale de Santé). Metz ist Sitz der Behörde für Umwelt, Infrastruktur und Wohnungswesen (DREAL, Direction régionale de l’Environnement, de l’Aménagement et du Logement) und des Rechnungshofes (CRC, Chambre Régionale des Comptes), in Châlons-en-Champagne ist die Behörde für Ernährung, Landwirtschaft und Forst (DRAAF, Direction régionale de l’Alimentation, de l’Agriculture et de la Forêt) angesiedelt. Die Rektorate der Académies (obere Schul- und Hochschulämter) verbleiben für jede der alten Regionen in Nancy, Reims und Straßburg, wobei Nancy das regionale Rektorat erhält.

## Nationalpark Forêts
Im Süden, an der Grenze zum Département Côte-d’Or liegt der 11. und neueste Nationalpark Frankreichs, der Nationalpark Forêts. Er ist dem Erhalt der Wälder auf dem Plateau von Langres gewidmet.